# 3226 Плиније
3226 Плиније (енгл. 3226 Plinius) је астероид главног астероидног појаса чија средња удаљеност од Сунца износи 2,872 астрономских јединица (АЈ).
Апсолутна магнитуда астероида је 14,1.